# Leo Lindemans
Leo Paul Odile Ignaat Jozef Lindemans (Brussel, 31 januari 1923 - 6 mei 2008) was een Belgisch volksvertegenwoordiger en senator.

## Levensloop
Lindemans was de derde zoon van de Opwijkse geschiedschrijver en professor Jan Lindemans en van Maria Van Nuffel. Zijn oudste broer, Jan Lindemans was de eerste rector van UFSAL, nadien Katholieke Universiteit Brussel, dat inmiddels opgegaans is in de Katholieke Universiteit Leuven. Hij trouwde met Clara Fransen, kleindochter van Prosper Thuysbaert. Hij promoveerde in 1941 tot kandidaat geschiedenis en in 1944 tot licentiaat notariaat en doctor in de rechten aan de Katholieke Universiteit Leuven. Hij vestigde zich als advocaat in Brussel.
Na de Tweede Wereldoorlog nam Lindemans deel aan allerlei Vlaamsgezinde initiatieven in de hoofdstad. Hij werd secretaris en bestuurslid van het Vlaams Komitee voor Brussel en van 1947 tot 1969 bestuurslid van het Davidsfonds in Brussel, van 1953 tot 1955 bestuurslid en van 1958 tot 1961 voorzitter van de Katholieke Vlaamse Hogeschooluitbreiding Brussel en van 1964 tot 1965 voorzitter van het Vlaams Pleitgenootschap bij de Brusselse balie. Ook was hij bestuurslid, ondervoorzitter en van 1960 tot 1967 voorzitter van de Katholieke Vlaamsche Landsbond, van 1950 tot 1953 ondervoorzitter van de Vlaamse Volksbond, ondervoorzitter van de Vlaamse Volksraad en van 1956 tot 1958 bestuurslid van de Vlaamse Volksbeweging.
Hij trad toe tot de Christelijke Volkspartij. In 1948 werd hij lid van het arrondissementeel bestuur van Brussel en in 1972 van het nationaal hoofdbestuur. Hij behoorde ook tot het bestuur van de Belgische Boerenbond.
Van 1958 tot 1961 en van 1965 tot 1971 was hij lid van de Kamer van volksvertegenwoordigers voor het arrondissement Brussel. Daarna zetelde hij van 1971 tot 1981 als rechtstreeks gekozen senator voor het arrondissement Brussel in de Senaat. In de periode december 1971-oktober 1980 zetelde hij als gevolg van het toen bestaande dubbelmandaat ook in de Cultuurraad voor de Nederlandse Cultuurgemeenschap, die op 7 december 1971 werd geïnstalleerd. Hij maakte vanaf 1974 doorlopend deel uit van het Bureau (dagelijks bestuur) van de Cultuurraad, achtereenvolgens als secretaris, vierde ondervoorzitter en eerste ondervoorzitter. Vanaf 21 oktober 1980 tot november 1981 was hij tevens korte tijd lid van de Vlaamse Raad, de opvolger van de Cultuurraad en de voorloper van het huidige Vlaams Parlement. Ook in de Vlaamse Raad had hij gedurende die korte periode als eerste ondervoorzitter zitting in het Bureau.
In het parlement specialiseerde Leo Lindemans zich op de problemen van taalgebruik (onder andere in gerecht, bedrijfsleven en onderwijs), van hervorming van het gerechtelijk wetboek (onder andere de gerechtelijke inrichting), van het statuut van de Brusselse agglomeratie en van de verhouding tussen de taalgemeenschappen in het algemeen, de huurwet, de zetelaanpassingen in het parlement, het landbouwbeleid enz. 
In april 1980 kelderde Lindemans samen met vijf collega's (Ferdinand De Bondt, Nora Staels, Jan De Meyer, Paul De Kerpel en Paula D'Hondt) het ontwerp 261 op de voorlopige gewestvorming, waarvan het artikel vijf, naar hun oordeel, onvoldoende waarborgen op inspraak bood voor de Brusselse Vlamingen. Hun nee-stemmen betekenden de val van de regering-Martens II.

## Publicaties
Lindemans heeft een aanzienlijke productie gehad aan boeken en artikels die betrekking hebben op juridische kwesties en meer bepaald over het juridisch statuut van Vlamingen in Brussel.
- Ruilverkaveling en art. 11 van de Grondwet, in: Rechtskundig Weekblad, 1949-1950.
- Proeve van een objectieve talentelling in het Brusselse, Antwerpen, 1951.
- Het probleem van de taalgrens, Leuven, Davidsfionds, 1954.
- Taalgebruik in gerechtszaken, in: Algemene praktische Rechtsverzameling, Brussel, 1955.
- De Brusselse taalwetten, in: Streven, 1955.
- De wettelijke bescherming van het landbouwbedrijf, in: Rechtskundig Weekblad, 1956.
- Erfdienstbaarheden, in: Algemene praktische rechtsverzameling, Brussel, 1959.
- Kaf en koren in het tweede wetsontwerp Gilson, in: De Standaard, 1962.
- Het vraagstuk Brussel uit Vlaams oogpunt, Brussel, 1963.
- Eerste programmapunt: rijksstatuut voor Brussel, in: De Standaard, 1965.
- Rapport-Kint onderschat het aantal Nederlandssprekenden in Brussel, in: De Standaard 7.03.1967.
- De les van Straatsburg, in: De Standaard, 21.10.1968.
- Huidige taalverhoudingen in de Brusselse agglomeratie, Brussel, 1969.

Lindemans publiceerde een groot aantal heemkundige en genealogische werken. 
- Geschiedenis van de familie Lindemans 1370-1980, 1979.
- Geschiedenis van de familie de Waepenaert, Brussel, 1981 en 1986-1987².
- Voorouders in de Middeleeuwen, Brussel, 1996.
- Genealogie van Reeth, Rumst, 1995.
- Oude geslachten omtrent de Rupel, Rumst, 1996.
- Oude geslachten in het Land van Waas, Sint-Niklaas, 1995-2000.
- Oude geslachten uit het Land van Dendermonde, Dendermonde, 1999.
- Oude Opwijkse geslachten, 2002.
- De prinsen van Ossegem,  2de druk 1991.
- De cavaliers van Grembergen, 1991.
- De minnezangers van Opwijk,  1995.
- Voorouderstafel van het Belgisch Koningshuis, Brussel, 1998.

Hij publiceerde zeer veel in tijdschriften en jaarboeken zoals Vlaamse Stam, Eigen Schoon en de Brabander, De Middelaar/l'Intermédiaire, het HOM-tijdschrift (Heemkring Opwijk-Mazenzele), het tijdschrift Berla (Heemkring Berla, Wolvertem), het Tijdschrift van de Geschied- en Heemkundige Kring van Londerzeel en de Gedenkschriften van de Oudheidkundige Kring van het Land van Dendermonde.